# Норман-Парк (Джорджія)
Норман-Парк (англ. Norman Park) — місто (англ. city) в США, в окрузі Колквіт штату Джорджія. Населення — 963 особи (2020).

## Географія
Норман-Парк розташований за координатами 31°16′8″ пн. ш. 83°41′4″ зх. д. / 31.26889° пн. ш. 83.68444° зх. д. (31.269020, -83.684531).  За даними Бюро перепису населення США в 2010 році місто мало площу 8,12 км², з яких 7,96 км² — суходіл та 0,16 км² — водойми.

## Демографія
Згідно з переписом 2010 року, у місті мешкали 972 особи в 356 домогосподарствах у складі 251 родини. Густота населення становила 120 осіб/км².  Було 384 помешкання (47/км²).
Расовий склад населення:
| - 65,9 % — білих - 21,7 % — чорних або афроамериканців - 2,3 % — корінних американців - 0,3 % — азіатів - 0,1 % — вихідців з тихоокеанських островів - 6,6 % — осіб інших рас |

До двох чи більше рас належало 3,1 %. Частка іспаномовних становила 11,9 % від усіх жителів.
За віковим діапазоном населення розподілялося таким чином: 28,7 % — особи молодші 18 років, 59,5 % — особи у віці 18—64 років, 11,8 % — особи у віці 65 років та старші. Медіана віку мешканця становила 34,0 року. На 100 осіб жіночої статі у місті припадало 96,8 чоловіків;  на 100 жінок у віці від 18 років та старших — 94,7 чоловіків також старших 18 років.
Середній дохід на одне домашнє господарство  становив 48 407 доларів США (медіана — 40 781), а середній дохід на одну сім'ю — 51 276 доларів (медіана — 43 125). Медіана доходів становила 34 375 доларів для чоловіків та 25 096 доларів для жінок. За межею бідності перебувало 21,7 % осіб, у тому числі 32,9 % дітей у віці до 18 років та 9,5 % осіб у віці 65 років та старших.
Цивільне працевлаштоване населення становило 471 осіб. Основні галузі зайнятості: роздрібна торгівля — 22,9 %, освіта, охорона здоров'я та соціальна допомога — 15,7 %, виробництво — 13,4 %.